# Сплав Розе

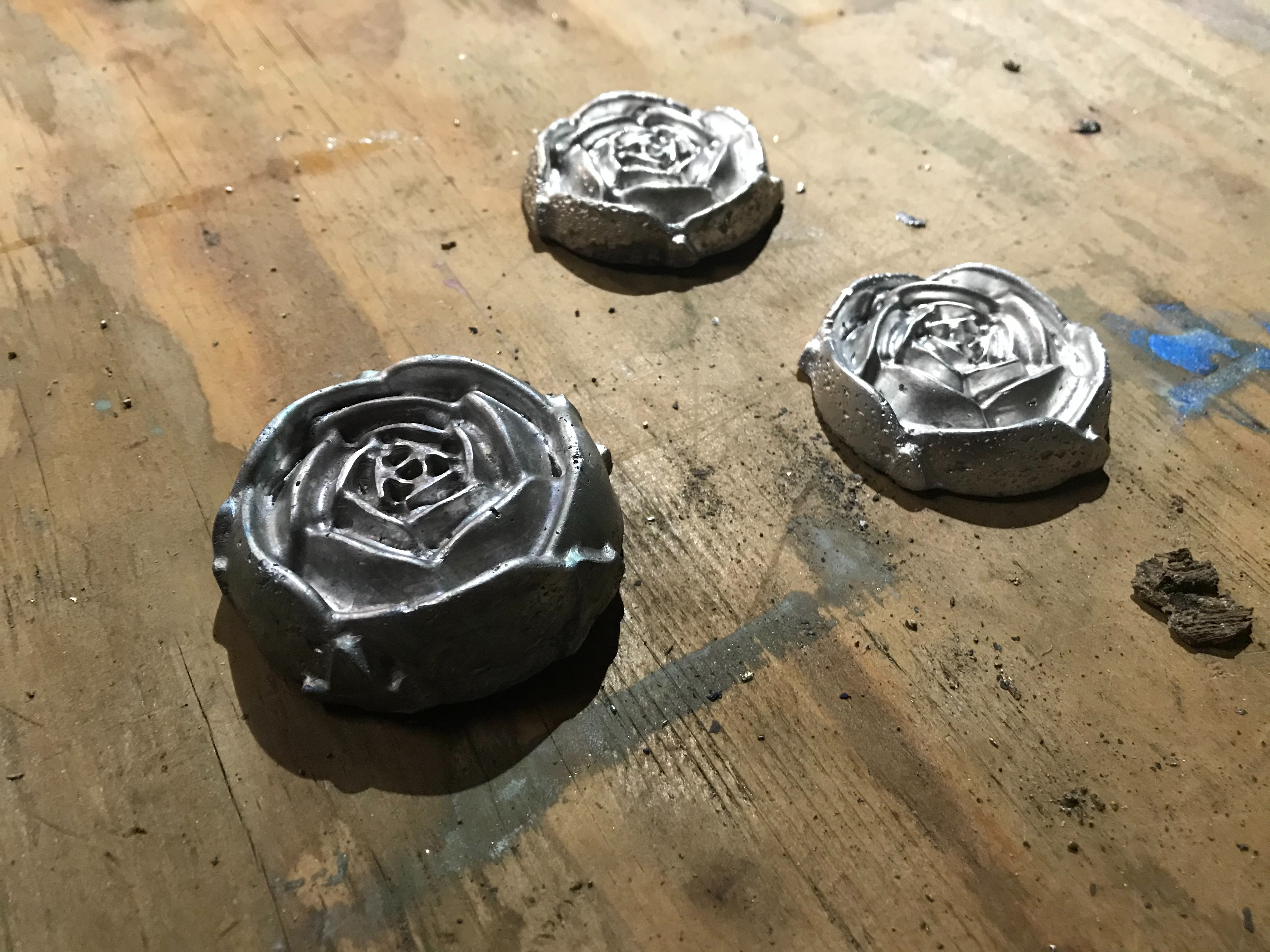
Декоративные розы из сплава Розе

Сплав Розе — сплав с низкой температурой плавления, назван в честь немецкого химика Валентина Розе Старшего.
Состав сплава: олово (25 %), свинец (25 %), висмут (50 %).Температура плавления +94 °C.
Сплав Розе схож со сплавом Вуда, но отличается от него меньшей токсичностью, так как не содержит кадмий. Используется в качестве легкоплавкого припоя ПОСВ-50 для пайки изделий, чувствительных к перегреву, а также в плавких электрических предохранителях.

## История
Сплав открыт немецким химиком Валентином Розе Старшим.